# Love Story in Harvard
Love Story in Harvard (러브스토리 인 하버드?, Reobeuseutori in HabeodeuLR) è una serie televisiva sudcoreana trasmessa su  SBS TV dal 22 novembre 2004 all'11 gennaio 2005.

## Trama
Kim Hyun-woo e Alex Hong sono due matricole sudcoreane della Harvard Law School. Mentre Alex si impegna e per questo è il preferito del professor Keynes, Hyun-woo ha difficoltà con il carico di lavoro e solo perseverando riesce a guadagnarsi il rispetto del docente e dei suoi compagni. La rivalità tra i due amici si allarga al di fuori della sfera accademica quando entrambi si innamorano di Lee Soo-in, una studentessa sudcoreana del terzo anno alla Harvard Medical School. Hyun-woo e Soo-in iniziano a frequentarsi, ma devono separarsi quando la ragazza viene accettata in un'organizzazione che fornisce cure mediche nei Paesi del terzo mondo e parte per il Sudamerica. Le loro strade si incrociano di nuovo dopo la laurea, quando tutti e tre si ritrovano a lavorare, in diversi ruoli, a un caso di smaltimento illegale di rifiuti tossici: Hyun-woo come avvocato delle vittime, Alex come difensore dell'azienda chimica, e Soo-in come ricercatrice.

## Personaggi e interpreti
- Kim Hyun-woo, interpretato da Kim Rae-won
- Lee Soo-in, interpretata da Kim Tae-hee
- Hong Jung-min/Alex Hong, interpretato da Lee Jung-jin
- Yoo Jin-ah, interpretata da Kim Min

## Produzione
Love Story in Harvard ha avuto un budget di 5 miliardi di won e metà dei suoi episodi è stata girata negli Stati Uniti. Per questo, la difficoltà maggiore è stata la lingua inglese, sia quella usata sul set che nei dialoghi: per padroneggiare le sue battute, Kim Rae-won ha studiato inglese per il College Scholastic Ability Test, memorizzato la sceneggiatura, consultato dizionari e ricevuto lezioni private per circa tre mesi prima di iniziare le riprese in esterna negli Stati Uniti. Anche Kim Tae-hee e Lee Jung-jin hanno assunto insegnanti privati e ricevuto una formazione intensiva.
In origine, il finale della serie prevedeva la morte per malattia del personaggio di Kim Tae-hee, ma è stato modificato in un lieto fine perché non si adattava al tema dell'"amore sano e luminoso tra gli studenti dell'élite di Harvard".

## Accoglienza
Love Story in Harvard ha inizialmente suscitato grande attenzione e attesa, ma in termini di ascolti non è riuscita a competere con Mi-anhada, saranghanda, in onda nella stessa fascia oraria su KBS2, finché quest'ultima non si è conclusa il 28 dicembre 2004: a quel punto, lo share di Love Story in Harvard è risalito rendendola la fiction più vista del lunedì/martedì, con l'episodio finale che ha raggiunto ascolti del 20%. Alcuni avevano suggerito di estenderla a 20 episodi rispetto ai 16 inizialmente previsti, ma SBS e la casa di produzione hanno rifiutato. La serie ha ricevuto recensioni positive per aver rappresentato in modo sano le vite e le passioni giovanili, ma è stata criticata per i dialoghi in inglese scadenti e lo spostamento dell'azione dagli Stati Uniti alla Corea del Sud nella seconda metà.
L'episodio 4 è stato al centro di polemiche per una scena in cui è sembrato che l'attrice Jung Seol-hee non indossasse la biancheria sotto il pigiama corto e avesse quindi mostrato le parti intime durante una scena di lotta sul letto con Kim Rae-won. Il produttore esecutivo Kim Young-sup ha definito le dicerie "una sciocchezza".
Dopo la trasmissione in Asia della serie, sono aumentati gli studenti asiatici che desideravano studiare negli Stati Uniti e all'Università Harvard.

## Riconoscimenti
- Baeksang Arts Award[9]
  - 2004 – Premio popolarità (TV) a Kim Tae-hee
- SBS Drama Award[10]
  - 2004 – Top 10 delle star scelte dai netizen a Kim Tae-hee
  - 2004 – Top 10 delle star scelte dai netizen a Kim Rae-won